# 경남중학교
경남중학교(慶南中學校)는 대한민국 부산광역시 서구 토성동3가에 있는 공립 중학교이다.

## 학교 연혁
- 1942년 4월 30일 : 부산 제2공립 중학교(인문 5년계) 설립 인가, 부산 고등 소학교에서 1학년 2학급 개교
- 1945년 10월 29일 : 광복후 안용백 교장 취임
- 1946년 3월 6일 : 경남 공립 중학교로 개명
- 1946년 6월 22일 : 제1회 졸업 (4년제 72명 졸업)
- 1951년 8월 31일 : 교육법 개정으로 중고교 분리, 교명을 부산 서중학교로 개명 (24학급)
- 1952년 2월 24일 : 제9회 (신제 제1회) 졸업 3년제 337명
- 1953년 7월 30일 : 경남중학교로 개명
- 1970년 3월 1일 : 중학교 평준화로 교명을 토성 중학교로 개명
- 1982년 2월 10일 : 체육관 준공
- 1992년 2월 29일 : 부산직할시립학교 설치 조례 개정 조례에 의해 경남중학교로 개명
- 2004년 10월 27일 : 용마 도서관 개관
- 2011년 12월 20일 : 교사 개축공사 완공
- 2012년 4월 10일 : 교과교실제 거점학교 선정
- 2015년 11월 9일 : 바둑부 창단
- 2021년 11월 30일 : 학교 공간혁신(라운지, 갤러리, 홈베이스 등 8실 구축)
- 2022년 2월 28일 : 학교운동장 친환경 잔디구장 조성, 학교 공간혁신 사업
- 2024년 3월 4일 : 제84회 입학식(6학급 159명 입학)
- 2024년 9월 1일 : 제27대 김명식 교장 부임
- 2025년 1월 23일 : 제82회 졸업식(132명) 졸업생 총수(36,225명)

## 참고 자료
- 경남중학교 - 한국교육학술정보원 학교알리미